# Taifa de Molina

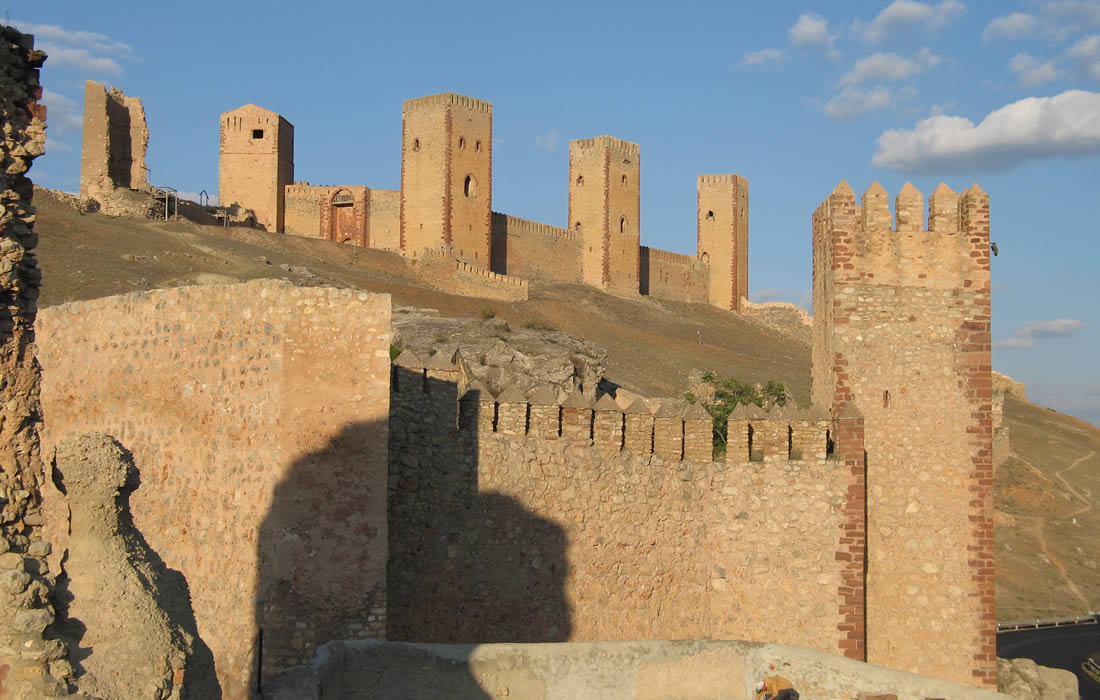
Castillo de Molina

La taifa de Molina podría haber sido un pequeño reino de taifa establecido en torno al municipio de Molina de Aragón por una dinastía bereber muy arabizada, procedente de la conquista de la península ibérica en el siglo VIII. Sin embargo, su cronología es difusa y su independencia relativa, pues se subordinó a lo largo de su existencia a otras entidades mayores, como la Taifa de Zaragoza, la Taifa de Toledo o el Reino de Castilla.
La posible independencia como taifa de Molina está basada en las menciones de crónicas cristianas e historiografía árabe. En cuanto a las primeras, Rodrigo Jiménez de Rada, en la Historia arabum, habla del «rey moro de Molina». En relación con las fuentes árabes, el historiador Ibn al-Atir habla del «caíd Ibn Galbun» como defensor de Córdoba ante su ataque por parte de Alfonso VII de Castilla. Este caíd Ibn Galbun, evidentemente, se ha relacionado con el Abengalbón del Cantar de mio Cid, de quien se dice que «tiene» a «Molina» y se le describe como amigo y colaborador en empresas bélicas del Cid del Cantar, con el título de «alcaide».